# Хабаровска Покрајина
Хабаровска Покрајина (рус. Хабаровский край, је конститутивни субјект Руске Федерације са статусом покрајине (краја) на простору крајњег истока Русије на обалама Охотског мора.
Административни центар покрајине је град Хабаровск.

## Етимологија
Покрајина носи име по административном центру Хабаровску. Град Хабаровск је основан 1858. године, а име је добио по чувеном руском истраживачу из Вологодске области Ерофеју Хабарову. Хабаров је био један од првих руских пустолова који су стигли у ове области. Он је ту провео неколико година и детаљно истражио територије и народе, а при повратку у Москву, предао те информације властима, које су касније послужиле за руско освајање ових области.
Презиме Хабаров има корен у речи хабар, што на руском значи: колебање.

## Становништво
| 1989.     | 2002.     | 2010.     |
| --------- | --------- | --------- |
| 1,824,506 | 1,436,570 | 1,343,869 |